# Bayraktar Mini UAV
БПЛА Bayraktar Mini — міні-БПЛА виробництва турецької компанії Baykar.

## Розвиток
З концепцією застосування денної та нічної повітряної розвідки та спостереження малої дальності проєктування системи розпочалося у 2004 році. Початковий прототип Bayraktar A був розроблений у 2005 році, і після успішних демонстрацій автономних польотів Baykar отримав контракт на початок серійного виробництва. Перша партія замовлення турецьких збройних сил складалася з 19 літаків, які в основному були розгорнуті в південно-східній частині Туреччини для використання в контртерористичних операціях. Після сотень годин льотних випробувань та зворотнього зв'язку система була піддана серйозним модифікаціям, і почали розробляти кращі версії. В результаті, Bayraktar B Mini UAV Systems виведено на озброєння та введено в експлуатацію в грудні 2007 року, щоб спочатку експлуатуватися турецькими збройними силами. Завдяки успіху в регіоні система отримала експортну угоду для Збройних сил Катару у 2012 році Розробки над літаком продовжуються. За даними компанії, остання версія БПЛА Bayraktar MINI версії D має у 2 рази більшу дальність зв'язку та в 3 рази більшу максимальну висоту в порівнянні з попередниками.

## Огляд
Байрактар-Б — це портативна система БПЛА ручного запуску, розроблена для роботи в суворих географічних і метеорологічних умовах. Байрактаром-Б оснащуються невеликі армійські підрозділи, і станом на 2012 рік він зафіксував понад 50 000 годин нальоту. Система забезпечує повну автономність із захисними функціями з високим рівнем надійності та зручності для операторів, що робить її цінним технологічним активом.
Основні особливості:
- автоматична навігація за маршрутними точками;
- безпечний цифровий зв'язок;
- повернення додому та автоматичне приземлення з парашутом у разі втрати зв'язку;
- розумна система управління акумулятором;
- дистанційне керування та монітор (WAN Relay);
- перемикання наземного керування;
- автоматичний зліт;
- автоматичний круїз;
- автоматичне приземлення на живіт/розгортання парашута;
- напівавтоматичне керування з допомогою джойстика;
- автоматичний контроль зупинки в разі несправності електродвигуна;
- автоматичний контроль обертів в разі дуже сильного вітру;
- інтеграція Google Earth в режимі реального часу (відображення телеметричних даних, маршрутів тощо в режимі реального часу);
- відображення відео на екрані;
- оцінка координат цілі з точністю до 10 метрів;
- автоматична антенна система стеження.

## Оператори
Туреччина
- Збройні сили Туреччини

 Катар
- Збройні сили Катару[9][10][11]

 Україна
- Збройні сили України[12][13]

### Україна
На початку квітня 2022 року в соціальних мережах було поширене відео переслідування російського загарбника до опорного пункту його підрозділу. Далі цей опорний пункт був знищений артилерією. При чому кадри наведення артилерійського удару з БПЛА дали підстави аналітикам групи Oryx зробити припущення, що артилерію наводили з БПЛА Bayraktar Mini. В серпні росіяни поширили фото збитого безпілотника, що стало фактичним доказом присутності їх в ЗСУ.

## Технічні характеристики

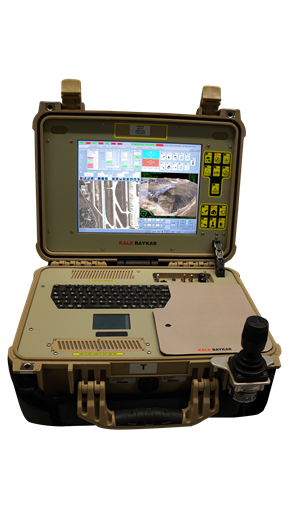
Портативний польотний термінал

| Специфікація           | Байрактар А                          | Байрактар Б                                        | Примітки                       |
| ---------------------- | ------------------------------------ | -------------------------------------------------- | ------------------------------ |
| Довжина                | 1,2 метра                            | 1,2 метра                                          |                                |
| Розмах крил            | 1,6 метра                            | 1,9 метра (2,5 метра опція)                        |                                |
| Вага                   | 3.5 кг                               | 4.5 кг                                             |                                |
| Джерело живлення       | Електричне/Акумулятор                | Електричне/Акумулятор                              |                                |
| Зліт                   | Ручний запуск                        | Ручний запуск                                      |                                |
| Посадка                | Посадка на живіт                     | Приземлення на животі / Приземлення з парашутом    |                                |
| Діапазон зв'язку       | 10 км                                | 15 км (з антенною системою автоматичного стеження) |                                |
| Витривалість           | > 60 хвилин                          | > 60 хвилин (з робочою висотою 1000 метрів)        |                                |
| Оперативна висота      | 300 м                                | 1000 м                                             |                                |
| Максимальна висота     | 3600 м                               | 3600 м                                             |                                |
| Крейсерська швидкість  | 70 км/год                            | 55 км/год                                          |                                |
| Корисне навантаження 1 | ПЗС-камера (фіксоване кріплення)     | ПЗС-камера (переміщення осі нахилу)                | ПЗС-камера (2-х осьовий рух)   |
| Корисне навантаження 2 | Теплова камера (фіксоване кріплення) | Теплова камера (переміщення осі нахилу)            | Теплова камера (2 осьовий рух) |
| Структура              | Композитний матеріал                 | Композитний матеріал                               |                                |
| Операційна бригада     | 2                                    | 2                                                  |                                |